# Liarla Pardo
Liarla Pardo fue un programa de actualidad presentado por Cristina Pardo y producido por Cuarzo Producciones. Se estrenó en La Sexta, desde el 15 de abril de 2018 y se emitió cada domingo de 15:30 a 20:00 hasta el 5 de julio de 2021.

## Formato
Liarla Pardo fue un magacín en directo que contaba con una serie de colaboradores que se encargaban de las diferentes secciones. Así, se trataban temas como la música, la actualidad, la cultura, el cine o la televisión con un tono más desenfadado, incluyendo tertulias, reportajes, conexiones en directo y entrevistas en plató.

## Equipo

### Presentador/a
- Cristina Pardo.

### Colaboradores
- Gonzalo Miró.
- Roberto Brasero.
- Marc Vidal.
- Inés Paz.
- Luis Troya.
- Gemma del Caño.
- Francisco Marhuenda.
- Ramoncín.
- Antonio Campos.
- Fernando López.
- Celia Villalobos.
- Anabel Alonso.
- Mikel López Iturriaga.

## Temporadas y programas
| Temporada | Temporada | Programas | Estreno                  | Final               | Audiencia media | Audiencia media | Audiencia media |
| Temporada | Temporada | Programas | Estreno                  | Final               | Espectadores    | Cuota           |                 |
| --------- | --------- | --------- | ------------------------ | ------------------- | --------------- | --------------- | --------------- |
|           | 1         | 13        | 15 de abril de 2018      | 8 de julio de 2018  | 744 000         | 6,1%            |                 |
|           | 2         | 38        | 16 de septiembre de 2018 | 30 de junio de 2019 | 915 000         | 7,1%            |                 |
|           | 3         | 40        | 15 de septiembre de 2019 | 28 de junio de 2020 | 949 000         | 7,1%            |                 |
|           | 4         | 40        | 6 de septiembre de 2020  | 4 de julio de 2021  | 829 000         | 6,5%            |                 |
| Total     | Total     | 130       | 2018                     | 2021                | 859 000         | 6,7%            |                 |

### Temporada 1 (2018)
| 1  | 15 de abril de 2018 | 1 058 000 (8,2%) |
| 2  | 22 de abril de 2018 | 596 000 (5,0%)   |
| 3  | 29 de abril de 2018 | 680 000 (5,3%)   |
| 4  | 6 de mayo de 2018   | 609 000 (5,3%)   |
| 5  | 13 de mayo de 2018  | 843 000 (6,9%)   |
| 6  | 20 de mayo de 2018  | 712 000 (6,0%)   |
| 7  | 27 de mayo de 2018  | 667 000 (5,4%)   |
| 8  | 3 de junio de 2018  | 834 000 (6,8%)   |
| 9  | 10 de junio de 2018 | 719 000 (5,7%)   |
| 10 | 17 de junio de 2018 | 619 000 (5,3%)   |
| 11 | 24 de junio de 2018 | 680 000 (6,1%)   |
| 12 | 1 de julio de 2018  | 915 000 (7,3%)   |
| 13 | 8 de julio de 2018  | 656 000 (6,3%)   |

### Temporada 2 (2018-19)
| 14 | 16 de septiembre de 2018 | 552 000 (5,0%)    |
| 15 | 23 de septiembre de 2018 | 598 000 (5,4%)    |
| 16 | 30 de septiembre de 2018 | 638 000 (5,7%)    |
| 17 | 7 de octubre de 2018     | 599 000 (5,2%)    |
| 18 | 14 de octubre de 2018    | 1 083 000 (8,2%)  |
| 19 | 21 de octubre de 2018    | 1 104 000 (9,0%)  |
| 20 | 28 de octubre de 2018    | 1 027 000 (7,0%)  |
| 21 | 4 de noviembre de 2018   | 1 088 000 (7,8%)  |
| 22 | 11 de noviembre de 2018  | 882 000 (6,3%)    |
| 23 | 18 de noviembre de 2018  | 1 524 000 (10,1%) |
| 24 | 25 de noviembre de 2018  | 1 248 000 (8,7%)  |
| 25 | 2 de diciembre de 2018   | 811 000 (6,0%)    |
| 26 | 9 de diciembre de 2018   | 1 260 000 (9,4%)  |
| 27 | 16 de diciembre de 2018  | 1 051 000 (7,6%)  |
| 28 | 13 de enero de 2019      | 1 004 000 (7,2%)  |
| 29 | 20 de enero de 2019      | 1 187 000 (8,1%)  |
| 30 | 27 de enero de 2019      | 853 000 (5,9%)    |
| 31 | 3 de febrero de 2019     | 1 244 000 (8,7%)  |
| 32 | 10 de febrero de 2019    | 1 184 000 (8,8%)  |
| 33 | 17 de febrero de 2019    | 879 000 (6,7%)    |
| 34 | 24 de febrero de 2019    | 797 000 (6,3%)    |
| 35 | 3 de marzo de 2019       | 994 000 (7,7%)    |
| 36 | 10 de marzo de 2019      | 784 000 (6,2%)    |
| 37 | 17 de marzo de 2019      | 785 000 (6,3%)    |
| 38 | 24 de marzo de 2019      | 967 000 (7,8%)    |
| 39 | 31 de marzo de 2019      | 943 000 (6,8%)    |
| 40 | 7 de abril de 2019       | 1 044 000 (7,5%)  |
| 41 | 28 de abril de 2019      | 1 369 000 (11,4%) |
| 42 | 5 de mayo de 2019        | 671 000 (6,1%)    |
| 43 | 12 de mayo de 2019       | 630 000 (5,6%)    |
| 44 | 19 de mayo de 2019       | 757 000 (6,3%)    |
| 45 | 26 de mayo de 2019       | 700 000 (5,8%)    |
| 46 | 2 de junio de 2019       | 727 000 (6,7%)    |
| 47 | 9 de junio de 2019       | 758 000 (6,5%)    |
| 48 | 16 de junio de 2019      | 631 000 (5,8%)    |
| 49 | 23 de junio de 2019      | 753 000 (7,1%)    |
| 50 | 30 de junio de 2019      | 731 000 (6,8%)    |

### Temporada 3 (2019-20)
| 51 | 15 de septiembre de 2019 | 719 000 (6,5%)    |
| 52 | 22 de septiembre de 2019 | 718 000 (6,6%)    |
| 53 | 29 de septiembre de 2019 | 655 000 (6,2%)    |
| 54 | 6 de octubre de 2019     | 586 000 (5,4%)    |
| 55 | 13 de octubre de 2019    | 784 000 (6,8%)    |
| 56 | 20 de octubre de 2019    | 1 342 000 (10,7%) |
| 57 | 27 de octubre de 2019    | 1 245 000 (9,8%)  |
| 58 | 2 de noviembre de 2019   | 1 092 000 (8,3%)  |
| 59 | 10 de noviembre de 2019  | 1 139 000 (8,4%)  |
| 60 | 17 de noviembre de 2019  | 1 088 000 (7,6%)  |
| 61 | 24 de noviembre de 2019  | 897 000 (6,6%)    |
| 62 | 1 de diciembre de 2019   | 786 000 (5,8%)    |
| 63 | 8 de diciembre de 2019   | 937 000 (7,5%)    |
| 64 | 15 de diciembre de 2019  | 852 000 (6,4%)    |
| 65 | 22 de diciembre de 2019  | 608 000 (4,6%)    |
| 66 | 12 de enero de 2020      | 884 000 (6,5%)    |
| 67 | 19 de enero de 2020      | 945 000 (6,6%)    |
| 68 | 26 de enero de 2020      | 877 000 (6,5%)    |
| 69 | 2 de febrero de 2020     | 866 000 (7,0%)    |
| 70 | 9 de febrero de 2020     | 702 000 (5,5%)    |
| 71 | 16 de febrero de 2020    | 644 000 (5,3%)    |
| 72 | 23 de febrero de 2020    | 797 000 (6,6%)    |
| 73 | 1 de marzo de 2020       | 960 000 (7,4%)    |
| 74 | 8 de marzo de 2020       | 710 000 (5,8%)    |
| 75 | 15 de marzo de 2020      | 2 009 000 (11,5%) |
| 76 | 22 de marzo de 2020      | 1 613 000 (9,3%)  |
| 77 | 29 de marzo de 2020      | 1 205 000 (7,4%)  |
| 78 | 5 de abril de 2020       | 1 322 000 (8,5%)  |
| 79 | 12 de abril de 2020      | 1 269 000 (8,1%)  |
| 80 | 19 de abril de 2020      | 1 293 000 (8,3%)  |
| 81 | 26 de abril de 2020      | 1 034 000 (6,9%)  |
| 82 | 3 de mayo de 2020        | 949 000 (7,1%)    |
| 83 | 10 de mayo de 2020       | 1 086 000 (7,4%)  |
| 84 | 17 de mayo de 2020       | 918 000 (7,0%)    |
| 85 | 24 de mayo de 2020       | 904 000 (7,3%)    |
| 86 | 31 de mayo de 2020       | 712 000 (5,9%)    |
| 87 | 7 de junio de 2020       | 703 000 (5,8%)    |
| 88 | 14 de junio de 2020      | 802 000 (7,1%)    |
| 89 | 21 de junio de 2020      | 626 000 (5,8%)    |
| 90 | 28 de junio de 2020      | 679 000 (6,5%)    |

### Temporada 4 (2020-21)
| 91  | 13 de septiembre de 2020 | 824 000 (7,7%)   |
| 92  | 20 de septiembre de 2020 | 640 000 (5,5%)   |
| 93  | 27 de septiembre de 2020 | 865 000 (7,2%)   |
| 94  | 4 de octubre de 2020     | 824 000 (6,5%)   |
| 95  | 11 de octubre de 2020    | 741 000 (6,2%)   |
| 96  | 18 de octubre de 2020    | 855 000 (7,0%)   |
| 97  | 25 de octubre de 2020    | 1 166 000 (8,2%) |
| 98  | 1 de noviembre de 2020   | 985 000 (7,5%)   |
| 99  | 8 de noviembre de 2020   | 1 049 000 (7,3%) |
| 100 | 15 de noviembre de 2020  | 962 000 (6,9%)   |
| 101 | 22 de noviembre de 2020  | 947 000 (6,8%)   |
| 102 | 29 de noviembre de 2020  | 991 000 (6,7%)   |
| 103 | 6 de diciembre de 2020   | 935 000 (6,5%)   |
| 104 | 13 de diciembre de 2020  | 886 000 (6,6%)   |
| 105 | 20 de diciembre de 2020  | 949 000 (6,9%)   |
| 106 | 10 de enero de 2021      | 970 000 (6,4%)   |
| 107 | 17 de enero de 2021      | 1 102 000 (7,7%) |
| 108 | 24 de enero de 2021      | 1 077 000 (7,2%) |
| 109 | 31 de enero de 2021      | 1 022 000 (6,9%) |
| 110 | 7 de febrero de 2021     | 937 000 (6,5%)   |
| 111 | 14 de febrero de 2021    | 830 000 (6,2%)   |
| 112 | 21 de febrero de 2021    | 1 011 000 (7,1%) |
| 113 | 28 de febrero de 2021    | 825 000 (6,3%)   |
| 114 | 7 de marzo de 2021       | 815 000 (5,9%)   |
| 115 | 14 de marzo de 2021      | 905 000 (7,3%)   |
| 116 | 21 de marzo de 2021      | 634 000 (5,0%)   |
| 117 | 28 de marzo de 2021      | 520 000 (4,5%)   |
| 118 | 11 de abril de 2021      | 935 000 (7,5%)   |
| 119 | 18 de abril de 2021      | 803 000 (6,9%)   |
| 120 | 25 de abril de 2021      | 770 000 (5,8%)   |
| 121 | 2 de mayo de 2021        | 607 000 (5,7%)   |
| 122 | 10 de mayo de 2021       | 821 000 (6,9%)   |
| 123 | 16 de mayo de 2021       | 630 000 (5,4%)   |
| 124 | 23 de mayo de 2021       | 761 000 (6,5%)   |
| 125 | 30 de mayo de 2021       | 584 000 (5,6%)   |
| 126 | 6 de junio de 2021       | 585 000 (5,9%)   |
| 127 | 13 de junio de 2021      | 644 000 (6,1%)   |
| 128 | 20 de junio de 2021      | 610 000 (5,7%)   |
| 129 | 27 de junio de 2021      | 494 000 (4,8%)   |
| 130 | 4 de julio de 2021       | 635 000 (6,6%)   |

## Crítica
La página web formulatv.com hizo una crítica positiva del programa en la que destacaba su tono ágil y desenfadado y su mezcla de género informativo con entretenimiento.
En diciembre de 2018, tras el auge electoral de Vox en las elecciones andaluzas, el programa emitió un reportaje que intentaba identificar a los votantes de dicho partido en la localidad sevillana de Marinaleda, recibiendo numerosas críticas y acusaciones por ciertos sectores de instigar una persecución política a los electores de dicho partido.
Finalmente, Cristina Pardo se disculpó utilizando la red Twitter, así como al inicio del siguiente programa dominical.